# Lubieszewo (województwo kujawsko-pomorskie)
Lubieszewo – wieś w Polsce położona w województwie kujawsko-pomorskim, w powiecie mogileńskim, w gminie Mogilno.
W latach 1975–1998 miejscowość administracyjnie należała do województwa bydgoskiego.
Głównym pracodawcą we wsi jest Rolna Spółdzielnia Produkcyjna "Jutrzenka".

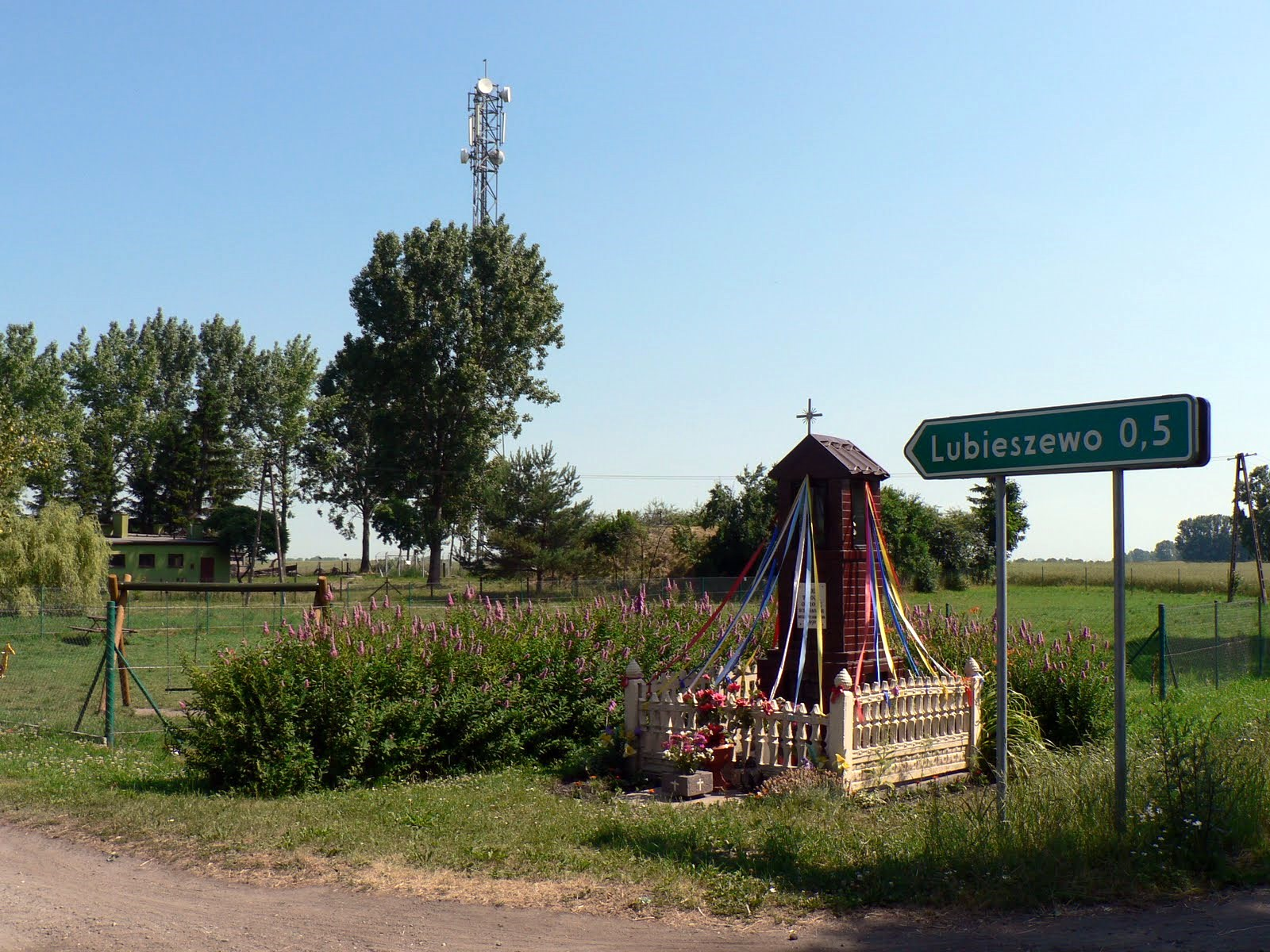
Kapliczka przydrożna